# Улица Кедышко
Улица Кедышко (бел. вуліца Кедышкі) — улица в Первомайском районе Минска.
Улица Кедышко берёт начало от улицы Толбухина, пересекает улицу Калиновского и переходит в улицу Карбышева.
Названа в честь Николая Александровича Кедышко (1923—1943), одного из организаторов и руководителей минского коммунистического подполья в годы Великой Отечественной войны, Героя Советского Союза (1965, посмертно). На фасаде дома № 2/10 установлена мемориальная доска Н. А. Кедышко.

## История
Проложена в построенном в конце 1950-х годов новом районе Минска.
Первоначальное название — Ипподромная (по предыдущему генплану в этом районе должен был размещаться ипподром, впоследствии так и не построенный). Современное название — с 1960 года.

## Достопримечательности
- Мемориальная доска Н. А. Кедышко (фасад дома № 2/10)
- Выходящий к улице двор дома № 40/4 по ул. Калиновского украшает скульптурная композиция из трёх мамонтов: мама-мамонт, папа-мамонт и мамонтёнок[4].

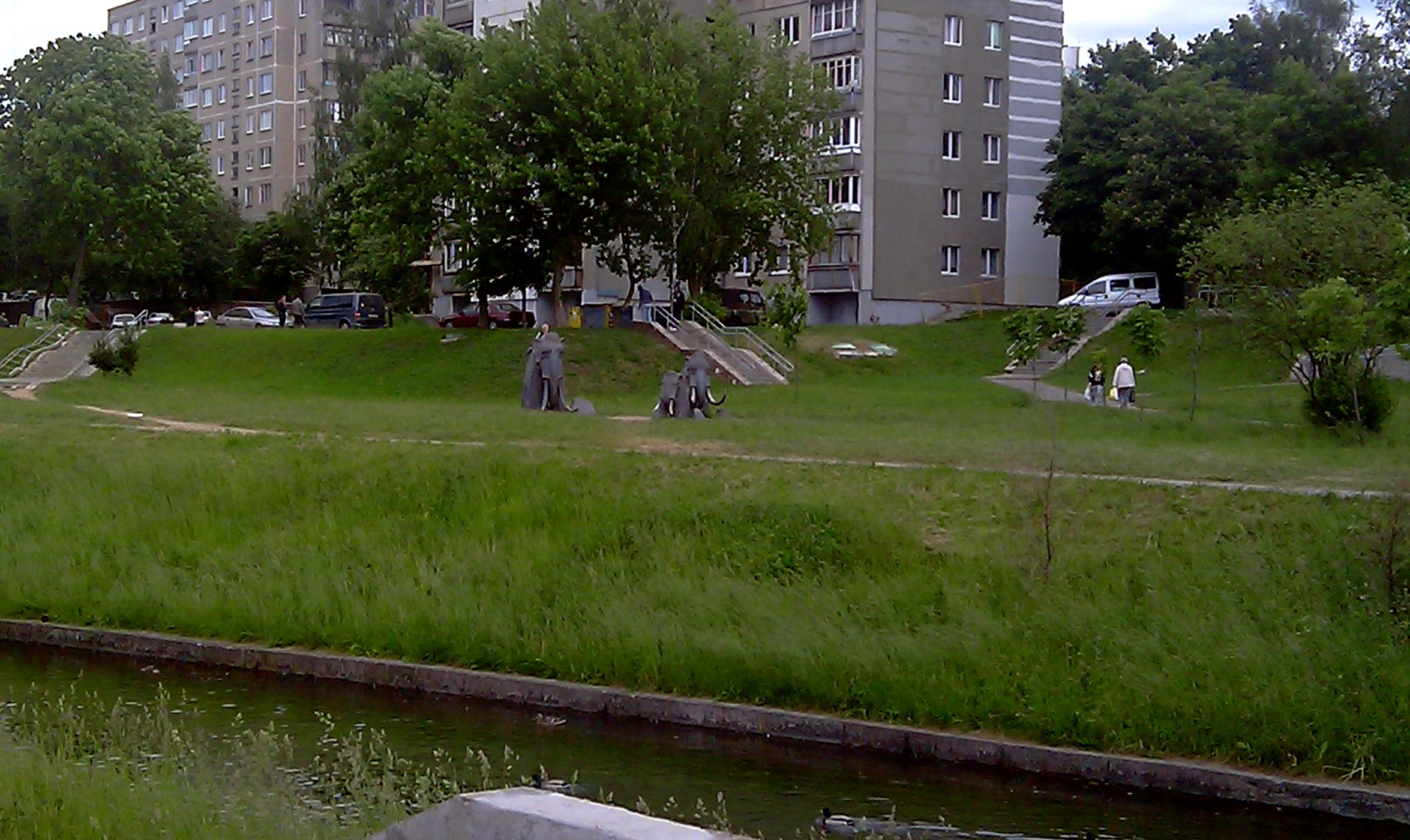
Скульптуры мамонтов между улицами Калиновского и Кедышко

## Учебные заведения
- Белорусский государственный аграрный технический университет
- Лицей Белорусского национального технического университета[5]
- Детская музыкальная школа искусств № 9 г. Минска[6]
- Минская школа киноискусства[7]
- Средняя школа № 63 г. Минска имени М. Ф. Молокович[8]
- Средняя школа № 115[9]